# Війна в Абхазії (1998)
Війна в Абхазії в 1998 — військові дії в Гальському районі Абхазії, спричинені повстанням місцевих етнічних грузинів проти абхазької сепаратистської влади.
Конфлікт іноді називають «шестиденною війною в Абхазії», однак ця назва враховує тільки абхазький наступ 20-26 травня 1998 року, тоді як бойові дії і напади повстанців відбувалися і перед цією датою.

## Події
Конфлікт почався 18 травня, коли грузинські партизани вбили 20 абхазьких правоохоронців. На це відреагували абхазькі регулярні війська, розгорнувши проти партизанів воєнні дії.
Незважаючи на заклики грузинської опозиції направити на підмогу повстанцям урядові війська, президент Едуард Шеварднадзе відмовився посилати війська в Абхазію.
26 травня повстання було придушено абхазькими військами, які при цьому вдалися також до підпалів грузинських домівок.